# Mittlere Tiefe

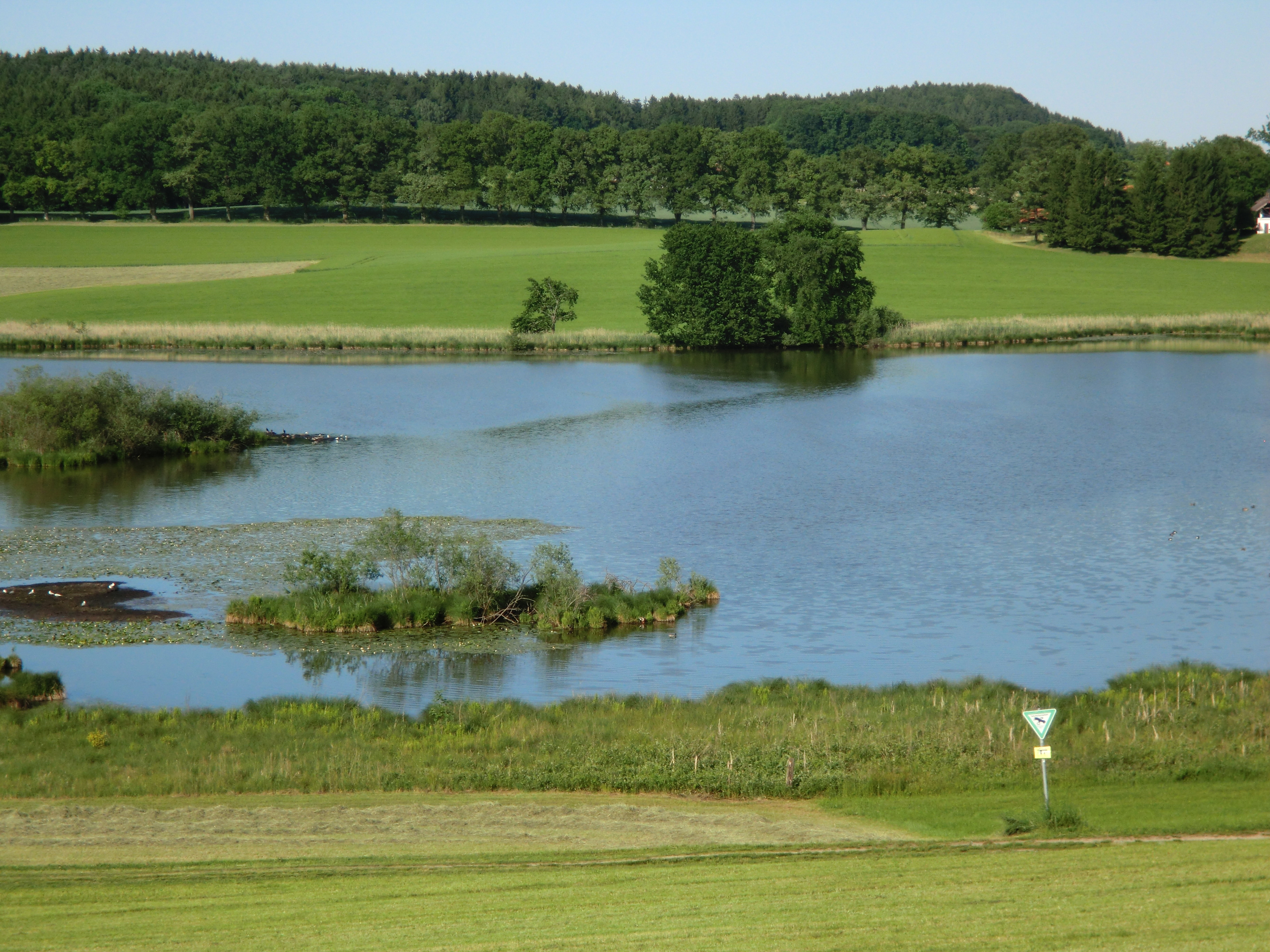
Die mittlere Tiefe dient als Messwert, wenn man z. B. von flachen Gewässern spricht, da sie aussagekräftiger ist als ein einzelner Extrem-Punkt.

Die mittlere Tiefe beschreibt die durchschnittliche Distanz zwischen der Wasseroberfläche und dem Grund eines Gewässers. 

## Berechnung
Um die mittlere Tiefe von z. B. einem See zu ermitteln, wird das Volumen von ihm durch seine Wasseroberfläche geteilt, sodass der daraus ergebende Quotient einen Durchschnittswert darstellt, der dann als mittlere Tiefe bezeichnet wird.

## Aussagekraft
Die mittlere Tiefe kann als ein Durchschnittswert über einzelne Extremstellen, wie Untiefen, hinwegtäuschen.